# Extrachor
Ein Extrachor wird von Theater- und Opernhäusern dann eingesetzt, wenn der festangestellte Opernchor (Hauschor) nicht über ausreichend viele Chorsängerinnen und Chorsänger verfügt. Dieses ist meistens der Fall, wenn eine so genannte „große Choroper“ (Werke von Giuseppe Verdi, Richard Wagner usw.) aufgeführt wird. Bei derartigen Produktionen können z. T. hundert oder mehr Choristen benötigt werden.

## Ausbildung und Aufnahme
Um in einen Extrachor aufgenommen zu werden, ist eine sängerische und chorische Vorbildung erforderlich. Viele Mitglieder gerade an großen Häusern haben Stimmunterricht genommen oder Gesang studiert. Die Eignung wird für gewöhnlich in einem Vorsingen ermittelt. 
Viele Extrachöre beschränken ihre Probenarbeit auf die aufzuführenden Stücke und erwarten von ihren Mitgliedern, Stimmbildung und Einsingen selbständig zu betreiben. Das Singen im Extrachor ist für die meisten Sängerinnen und Sänger eine Freizeitbeschäftigung, die sie neben ihrem eigentlichen Beruf ausüben.

## Das Singen im Extrachor
Das Singen in einem Extrachor ist sehr zeitintensiv. Besonders in den letzten beiden Wochen vor einer Premiere kann es vorkommen, dass der Extrachor jeden Abend für Proben bereitstehen muss.
Der regelmäßige Besuch der Proben ist unerlässlich. Dieses gilt vor allem bei den szenischen Proben, bei denen sich jeder Einzelne seine Auftritte, Abgänge und Positionen auf der Bühne verinnerlichen muss.
Bei Aufführungen steht der Extrachor, wie alle anderen Darsteller auch, in Kostüm und Maske auf der Bühne.